# Parafia św. Marii Magdaleny w Kuźni Raciborskiej
Parafia św. Marii Magdaleny – rzymskokatolicka parafia znajdująca się w Kuźni Raciborskiej. Należy do diecezji gliwickiej i dekanatu Kuźnia Raciborska. Kościół parafialny neoromański z 1902 r., konsekrowany w 1917 r. Mieści się przy ul. Kościelnej.